# 士林刀
士林刀，又名八芝蘭刀、茄柄竹葉刀，一種台灣傳統的折疊小刀，刀身如竹葉狀，刀柄為牛角包銅，形如茄子，刀身可折疊收入刀柄中。1870年出現在八芝蘭（今台北市士林區），後因「八芝蘭」地名改為「士林」，被稱「士林刀」。

## 沿革
士林刀最早源起於一位廣東鎖匠（俗稱：貓牛師）。在清治時代來臺在士林開店授徒打鐵製刀。他製作了一種刀柄似茄子、刀身似竹葉的刀子，並收了幾名徒弟。其中以郭合先生最為有名，由他製做的士林刀，曾在日治時代的各種工商展、博覽會得獎。早期農業社會時代，沒有太多便利工具可使用，因此削、切、割東西，都仰賴士林刀；當時刀具尺寸共有十種，每種差別半寸，可說適用於各種用途。

## 源起爭議
其弟子郭合先生，在18歲時，向貓牛師學習打鐵製刀。之後在1869年，製造了第一把八芝蘭刀（當時士林被稱為八芝蘭）。其店名「郭合記」，到今天的郭明讓已是第五代傳人。一個說法是，士林刀是由郭合設計的。
貓牛師尚有傳人邱顯曜、邱顯誠二位師傅，他們開設士林名刀店。此派認為，士林刀是由貓牛師設計，郭合只是弟子之一。